# Afrikaans kampioenschap voetbal onder 17 - 2021
Het Afrikaans kampioenschap voetbal onder 17 van 2021 zou de 19e editie van het Afrikaans kampioenschap voetbal onder 17 zijn, een CAF-toernooi voor nationale ploegen van spelers onder de 17 jaar. Dit toernooi stond gepland van 13 tot en met 31 maart, Marokko zou gastland zijn. In vergelijking met vorig jaar werd het aantal landen uitgebreid van 8 naar 12.
Dit toernooi werd gecanceld op 8 maart 2021, een aantal dagen voor de start. Er werden een aantal redenen voor genoemd. De reisbeperkingen, oplaaiende coronapandemie in Afrika en de onzekerheid over de ontwikkelingen hiervan. Zambia bood aan het toernooi op een later moment te organiseren.
De winnaar van dit toernooi zou zich aanvankelijk kwalificeren voor het wereldkampioenschap voetbal onder 17 van 2021. Dat wereldkampioenschap ging echter niet door.

## Kwalificatie
Bij de kwalificatie werd rekening gehouden met de zones waarin het continent verdeeld is bij de voetbalbond. In sommige gevallen werd het jeugdtoernooi van de sub-confederatie gebruikt. Zo werd voor zone Zuid de COSAFA-cup onder 17 gebruikt. 
| Team               | Zone          | Aantal deelnames |
| ------------------ | ------------- | ---------------- |
| Marokko (gastland) | Noord         | 3e               |
| Algerije           | Noord         | 2e               |
| Senegal            | West A        | 3e               |
| Mali               | West A        | 9e               |
| Nigeria            | West B        | 10e              |
| Ivoorkust          | West B        | 6e               |
| Tanzania           | Centraal-Oost | 3e               |
| Oeganda            | Centraal-Oost | 3e               |
| Kameroen           | Centraal      | 8e               |
| Congo-Brazzaville  | Centraal      | 3e               |
| Zuid-Afrika        | Zuid          | 4e               |
| Zambia             | Zuid          | 2e               |

## Stadions
| Casablanca                             | · Rabat Casablanca Mohammedia |
| Stade Père-Jégo Capaciteit: 12.000     | · Rabat Casablanca Mohammedia |
| Rabat                                  | · Rabat Casablanca Mohammedia |
| Stade Moulay Hassan Capaciteit: 12.000 | · Rabat Casablanca Mohammedia |
| Mohammedia                             | · Rabat Casablanca Mohammedia |
| Stade El Bachir Capaciteit: 11.000     | · Rabat Casablanca Mohammedia |

## Loting
De loting voor de groepsfase van het toernooi werd gehouden op 24 februari 2021 om 13:00 (UTC+1). De landen werden verdeeld over drie potten. Uit pot 1 en 2 werd steeds een land getrokken en uit pot 3 werden twee landen, samen vormden die vier landen een groep.
| Pot 1                              | Pot 2                          | Pot 3                                                                    |
| ---------------------------------- | ------------------------------ | ------------------------------------------------------------------------ |
| - Marokko (H) - Kameroen - Nigeria | - Tanzania - Senegal - Oeganda | - Zuid-Afrika - Algerije - Ivoorkust - Congo-Brazzaville - Mali - Zambia |

## Groepsfase

### Groep A
| Pos. | Land      | GW | W | G | V | DV | DT | +/− | Ptn. |
| ---- | --------- | -- | - | - | - | -- | -- | --- | ---- |
| 1    | Marokko   | 0  | 0 | 0 | 0 | 0  | 0  | 0   | 0    |
| 2    | Oeganda   | 0  | 0 | 0 | 0 | 0  | 0  | 0   | 0    |
| 3    | Zambia    | 0  | 0 | 0 | 0 | 0  | 0  | 0   | 0    |
| 4    | Ivoorkust | 0  | 0 | 0 | 0 | 0  | 0  | 0   | 0    |

### Groep B
| Pos. | Land              | GW | W | G | V | DV | DT | +/− | Ptn. |
| ---- | ----------------- | -- | - | - | - | -- | -- | --- | ---- |
| 1    | Nigeria           | 0  | 0 | 0 | 0 | 0  | 0  | 0   | 0    |
| 2    | Tanzania          | 0  | 0 | 0 | 0 | 0  | 0  | 0   | 0    |
| 3    | Algerije          | 0  | 0 | 0 | 0 | 0  | 0  | 0   | 0    |
| 4    | Congo-Brazzaville | 0  | 0 | 0 | 0 | 0  | 0  | 0   | 0    |

### Groep C
| Pos. | Land        | GW | W | G | V | DV | DT | +/− | Ptn. |
| ---- | ----------- | -- | - | - | - | -- | -- | --- | ---- |
| 1    | Kameroen    | 0  | 0 | 0 | 0 | 0  | 0  | 0   | 0    |
| 2    | Senegal     | 0  | 0 | 0 | 0 | 0  | 0  | 0   | 0    |
| 3    | Mali        | 0  | 0 | 0 | 0 | 0  | 0  | 0   | 0    |
| 4    | Zuid-Afrika | 0  | 0 | 0 | 0 | 0  | 0  | 0   | 0    |